# Hartmut Thaßler
Hartmut Thaßler (ur. 12 maja 1941, zm. 10 października 2019) – wschodnioniemiecki kierowca wyścigowy.

## Życiorys
Pracował jako mechanik samochodowy. W 1963 roku rozpoczął ściganie się seryjnymi samochodami o pojemności do 250 cm³. W latach 1970–1971 rywalizował Melkusem RS 1000 w mistrzostwach NRD. zdobywając tytuł w 1970 roku. Dwa lata później triumfował w Formule 3 w Pucharze ADMV. W 1974 roku zajął trzecie miejsce w klasie LK I. W tym samym roku skonstruował własny samochód o nazwie HTS (Hartmut Thaßler Shiguli), napędzany silnikiem Łady. Ogółem wyprodukował 18 sztuk tego pojazdu, a w 1975 roku został mistrzem NRD w Formule Easter. W 1977 roku we współpracy z Melkusem skonstruował pojazd MT 77. W 1982 roku zakończył działalność sportową. W latach 2004–2011 był prezydentem stowarzyszenia kierowców wschodnioniemieckich HAIGO (Historische Automobilrennsport Interessen Gemeinschaft).